# Triongo
Triongo (en asturiano y oficialmente: Triongu) es una parroquia del concejo de Cangas de Onís, Principado de Asturias.

## Geografía
Linda al norte con el río Sella y al sur con la Collada, al oeste con el pico la Cerica y al este con La Cuestona.

## Toponimia
El topónimo viene del celta Tri-Ongo, que significa "tres arroyos" o "tres fuentes".

## Historia
En el año 942 el rey Ramiro II de León donó al obispo Bermudo de Oviedo las iglesias de San Vicente y Santa Eulalia de Triongo, tal y como aparece en un documento conservado en el Archivo de la Catedral de Oviedo.

## Entidades de población
La parroquia cuenta con las siguientes entidades de población (entre paréntesis la toponimia asturiana oficial en asturiano y la población según el Instituto Nacional de Estadística y la Sociedad Asturiana de Estudios Económicos e Industriales):
- Coviella, lugar
- Miyar, lugar
- Olicio, aldea (Oliciu)
- Triongo, lugar (Triongu)

## Lugares de interés
- Antiguo Convento del siglo XII (convento de Santa Eulalia), detrás de la iglesia de San Vicente.